# Teodoro Lechi
Teodoro Lechi, italijanski general v francoski vojski, * Brescia, 16. januarja 1778, † Milano, 2. maja 1866.

## Družina
Tudi njegova brata, Angelo in Giuseppe Lechi, sta bila generala na Napoleonovi strani.
1. 1 2  Dr. Constant v. Wurzbach Lecchi, Theodor // Biographisches Lexikon des Kaiserthums Oesterreich: enthaltend die Lebensskizzen der denkwürdigen Personen, welche seit 1750 in den österreichischen Kronländern geboren wurden oder darin gelebt und gewirkt haben — Wien: 1856. — Vol. 14. — S. 284.